# Президентські вибори в Еквадорі 2025
Президентські вибори в Еквадорі — чергові вибори президента Еквадору, які відбулися 9 лютого 2025 року. Чинний президент Данієль Нобоа балотується на переобрання після своєї перемоги у 2023 році. У другому турі, призначеному на 13 квітня 2025 року, він змагатиметься з кандидаткою від лівих сил Луїсою Гонсалес, оскільки жоден з кандидатів не здобув більшости голосів у першому турі. Вибори також включають обрання членів Національної асамблеї, обласних асамблей 21 провінції Еквадору та представників до Андського парламенту, які працюватимуть повний чотирирічний термін.

## Передумови
Вибори 2025 року відбуваються після дострокових виборів 2023 року, призначених після того, як тодішній президент Гільєрмо Лассо застосував механізм «muerte cruzada» — за кілька днів до голосування в Конгресі щодо його імпічменту. Цей конституційний механізм розпустив Національну асамблею та спровокував проведення позачергових виборів. У результаті тих виборів Даніель Нобоа обраний для завершення незавершеного терміну Лассо, що триває до травня 2025 року.
Вибори 2025 року знаменують повернення Еквадору до звичного виборчого циклу та мають на меті обрання президента і віцепрезидента на повний чотирирічний термін, а також нового складу Національної асамблеї.

## Виборча система
Президент обирається за модифікованою двотуровою системою: для перемоги в першому турі кандидат має набрати понад 50 % голосів або понад 40 % і мати щонайменше 10 % переваги над найближчим суперником. Президент має право обиратися не більше ніж на два послідовні чотирирічні терміни. Водночас Нобоа наразі завершує термін Гільєрмо Лассо, який після застосування «muerte cruzada» оголосив позачергові вибори 2023 року і достроково завершив свою каденцію.
Члени Національної асамблеї обираються за трьома різними методами. П'ятнадцять депутатів обираються за закритими партійними списками у загальнонаціональному окрузі за пропорційною системою. Шестеро обираються виборцями за кордоном (по двоє від Канади/США, Латинської Америки та Азії/Європи/Океанії). Решта 116 депутатів обираються в багатомандатних округах за закритими партійними списками, при цьому всі місця розподіляються за методом Вебстера. Депутати Національної асамблеї можуть обиратися на два чотирирічні терміни, незалежно від того, чи йдеться про послідовні терміни, чи ні. Існують гендерні квоти для партійних списків, що забезпечують чергування чоловіків і жінок. Квот для представництва меншин не передбачено.

## Кандидати в президенти

### Другий тур

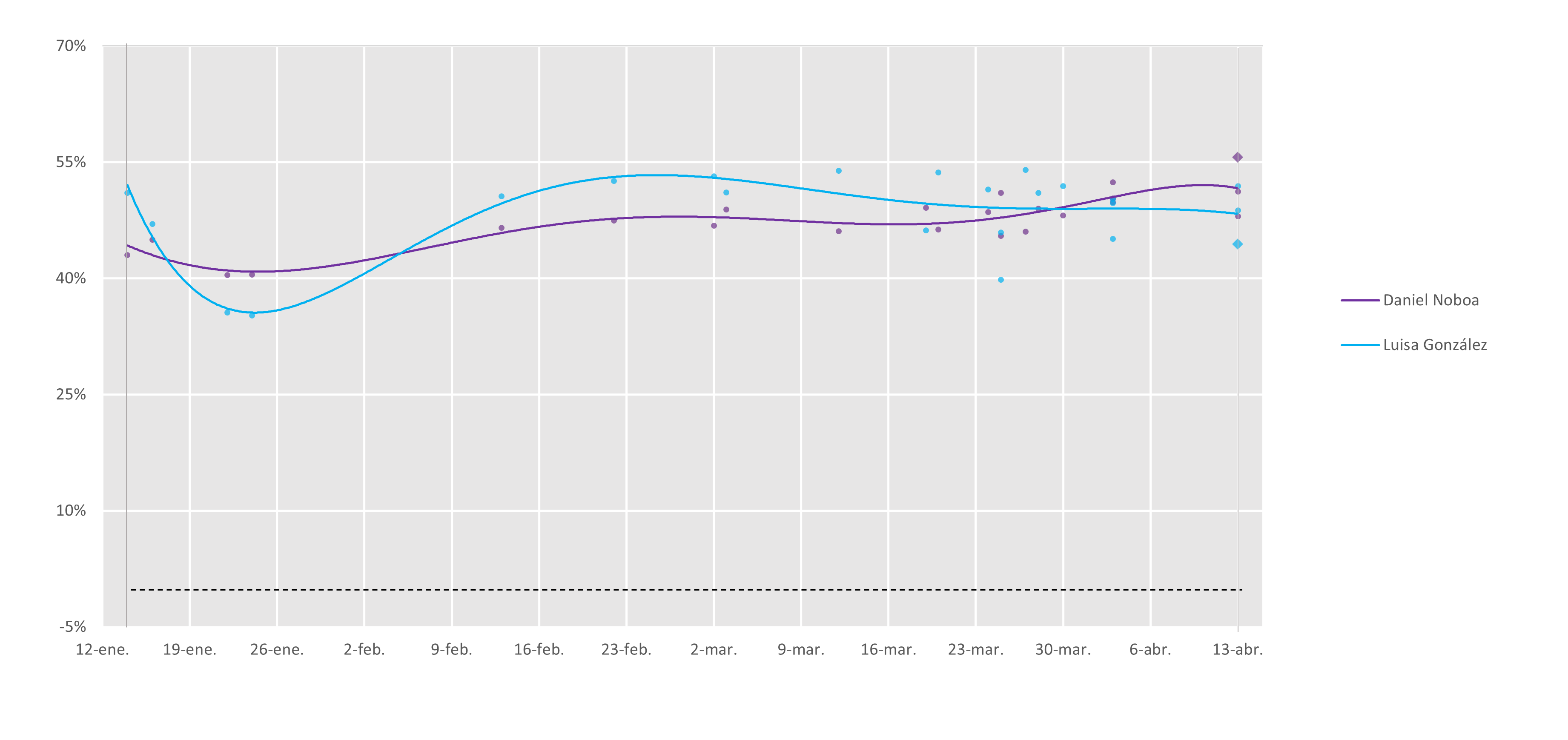
Проведена локальна регресія опитувань

| Ім'я           | Ім'я | Народження                                       | Досвід | Домашня провінція | Кампанія                                                                                    | Примітки             |
| -------------- | ---- | ------------------------------------------------ | --- | ----------------- | ------------------------------------------------------------------------------------------- | -------------------- |
| Луїса Гонсалес |      | 22 листопада 1977 (47 років) Кіто, Пічінча       | Президент руху громадянської революції (2023–тепер) Депутат Національної асамблеї (2021—2023) Секретар державного управління (2017) Кандидат у президенти 2023 року | Манабі            | Номінант з: Рух Громадянська Революція Оголошено: 29 лютого 2024 Номіновано: 10 серпня 2024 | [ 12 ] [ 13 ]        |
| Данієль Нобоа  |      | 30 листопада 1987 (37 років) Маямі, Флорида, США | 48-й президент Еквадору (2023 — сьогодні) Депутат Національної асамблеї (2021—2023)                                                                                 | Санта-Елена       | Номінант з:Національна демократична дія Оголошено: 23 травня 2024                           | [ 12 ] [ 14 ] [ 15 ] |

### Вибули в першому турі
Наступні кандидати офіційно подали свої кандидатури через CNE, але вибули в першому турі голосування:
| Ім'я                  | Ім'я | Народження                                   | Досвід | Домашня провінція | Кампанія                                                           | Примітки      |
| --------------------- | ---- | -------------------------------------------- | --- | ----------------- | ------------------------------------------------------------------ | ------------- |
| Джиммі Джайрала       |      | 26 вересня 1957 (67 років) Гуаякіль, Гуаяс   | Лідер Демократичного центру (2012–сьогодні) Префект провінції Гуаяс (2009—2018) Член Національного конгресу (2007) | Гуаяс             | Номінант з: Демократичний центр Оголошено: 31 липня 2024           | [ 17 ] [ 18 ] |
| Хорхе Ескала          |      | 8 січня 1970 (55 років) Вентанас, Лос-Ріос   | Депутат Національної асамблеї (2009—2013)                                                                          | Лос-Ріос          | Номінант з: Народна єдність Оголошено: 18 травня 2024              | [ 19 ]        |
| Андреа Гонсалес Надер |      | 1 квітня 1987 (38 років) Гуаякіль, Гуаяс     | Екологічна активістка Кандидатка у віцепрезидентки 2023 року                                                       | Гуаяс             | Номінант з: Патріотичне товариство Оголошено: 10 червня 2024       | [ 20 ]        |
| Генрі Кронфле         |      | 1972 (53 роки) Гуаякіль, Гуаяс               | Голова Національної асамблеї (2023–сьогодні) Депутат Національної асамблеї (2017–сьогодні)                         | Пічинча           | Номінант з: Християнсько-соціальна партія Оголошено: 7 серпня 2024 | [ 18 ]        |
| Карлос Рабаскал       |      | 3 вересня 1960 (64 роки) Гуаякіль, Гуаяс     | Бізнесмен Кандидат у віцепрезиденти 2021 року                                                                      | Гуаяс             | Номінант з:Демократичні ліві Оголошено: 24 липня 2024              | [ 21 ]        |
| Леоніда Іза           |      | 18 червня 1982 (42 роки) Латакунга, Котопахі | Голова Конфедерації корінних національностей (2021–сьогодні)                                                       | Котопахі          | Номінант з:Пачакутік Оголошено: 29 лютого 2024                     | [ 22 ]        |
| Іван Сакічела         |      | 13 березня 1975 (50 років) Куенка, Асуай     | Голова Національного суду (2021—2024)                                                                              | Асуай             | Номінант з: Демократія Так Оголошено: 13 серпня 2024               | [ 23 ]        |
| Франческо Табачкі     |      | 8 червня 1971 (53 роки) Гуаякіль, Гуаяс      | Губернатор Гуаяс (2023)                                                                                            | Гуаяс             | Номінант з:Створення можливостей Оголошено: 17 серпня 2024         | [ 25 ] [ 26 ] |
| Генрі Кукалон         |      | 8 червня 1973 (51 рік) Гуаякіль, Гуаяс       | Міністр уряду (2023) Депутат Національної асамблеї (2013—2021)                                                     | Гуаяс             | Номінант з:Рух «Будувати» Оголошено: 2 липня 2024                  | [ 27 ]        |

### Другорядні кандидати
Наступні кандидати також відібрані на праймеріз національних партій і мають право на участь, але не були достатньо помітними через недостатнє висвітлення або відсутність у національному голосуванні:
- Віктор Араус («Народ, рівність і демократія»), колишній генерал національної поліції Еквадору(інші мови)[28]
- Хуан Іван Куева (AMIGO), бізнесмен[29]
- Педро Гранха (Соціалістична партія Еквадору), адвокат у кримінальних справах[30]
- Едуардо Санчес (RETO), бізнесмен[31]
- Луїс Тіллерія (Аванса), бізнесмен, член ради Корпорації Лондонського Сіті[32][33]
- Енріке Гомес (SUMA), психолог[34][35]

### Вибули
| Ім'я         | Народився                                 | Досвід | Домашня провінція | Кампанія | посилання     |
| ------------ | ----------------------------------------- | --- | ----------------- | --- | ------------- |
| Хосе Серрано | 19 листопада 1970 (54 роки) Куенка, Азуай | Голова Національних зборів (2017—2018) Депутат Національної асамблеї (2017—2021) Міністр внутрішніх справ (2011—2016) | Пічінча           | Номінант з:Демократичний центр Оголошено: 31 липня 2024 Вибув: 27 серпня 2024                                  | [ 36 ] [ 37 ] |
| Паола Пабон  | 28 січня 1978 (47 років) Ібарра, Імбабура | Префект провінції Пічінча (2019–сьогодні) Депутат Національної асамблеї (2009—2015)                                   | Пічінча           | Номінант з:Громадянський революційний рух Оголошено: 6 червня 2024 Вибула: 7 серпня 2024 (підтримала Гонсалес) | [ 38 ] [ 39 ] |

## Проведення
Починаючи з 7 лютого введено триденну заборону на продаж алкоголю, після чого заарештовано 20 осіб за її порушення. У день виборів уряд залучив броньовані машини та солдатів зі штурмовою зброєю для охорони виборчих дільниць, а сухопутні кордони країни були закриті.
Поведінка Нобоа під час офіційної виборчої кампанії зазнала критики з боку відстороненої віцепрезидентки та опозиції. Його звинувачували у зловживанні державними коштами, використанні юридичних механізмів проти опонентів та нецільовому використанні державних ресурсів. Також пролунала критика щодо його реклами в соціальних мережах, яка, ймовірно, використовувала ботів та фейкові акаунти.
Триває юридичний спір після того, як Нобоа відмовився передати повноваження на час виборчого періоду своїй віцепрезидентці Вероніці Абад Рохас. У зверненні до Конгресу Нобоа заявив: «Сьогодні я буду президентом Еквадору до 17:00, а поновлю свої повноваження о 23:59», — водночас беручи участь у передвиборчих мітингах. В інших випадках він доручав своїй секретарці повідомляти Конгрес, що вона тимчасово виконує обов'язки президента. Раніше Абад була відсторонена Міністерством праці у листопаді 2024 року на 150 днів. Суд скасував це рішення у грудні 2024 року і зобов'язав міністерство перепросити у неї. 30 березня 2025 року Нобоа спричинив нову хвилю критики, ігноруючи Конституційний суд та своїм указом призначивши Синтію Гелліберт на посаду віцепрезидентки, знову відсторонивши Абад, яка згодом позбавлена виборчих прав на два роки за рішенням Виборчого трибуналу (TCE) з рахунком голосів 3–2. Рішення ухвалили у відповідь на позов міністерки закордонних справ Габріели Зоммерфельд про політичне насильство на гендерному ґрунті, поданий у відповідь на первинний позов Абад проти Нобоа та інших осіб щодо переслідувань. Аналітики вважають, що Нобоа зосередився на забезпеченні інституційної стабільности та формуванні керівництва, яке відповідає його баченню управління державою, що посилило його політичну стратегію напередодні виборів.

## Результати
Попередні результати першого туру показали, що жоден з кандидатів у президенти не здобув абсолютної більшости голосів. Даніель Нобоа отримав 44,17 % голосів, а Луїса Гонсалес — 43,97 %. Явка виборців оцінювалася приблизно на рівні 82 %. 24 лютого 2025 року Пленум Національної виборчої ради (CNE) затвердив числові результати загальних виборів 2025 року. Після цього надано триденний строк для того, аби політичні організації могли подати апеляції до CNE або Виборчого суду (TCE), якщо вважатимуть це за необхідне. Остаточні результати президентських виборів оприлюднені 12 березня 2025 року: Луїса Гонсалес отримала 44 % (4 510 860 голосів), а Даніель Нобоа — 44,17 % (4 527 606 голосів). Різниця між ними становила 16 746 голосів.

### Президент
| Кандидат                     | Кандидат                     | Віцекандидат                 | Партія                         | Перший тур | Перший тур | Другий тур | Другий тур |
| Кандидат                     | Кандидат                     | Віцекандидат                 | Партія                         | Голосів    | %          | Голосів    | %          |
| ---------------------------- | ---------------------------- | ---------------------------- | ------------------------------ | ---------- | ---------- | ---------- | ---------- |
|                              | Данієль Нобоа                | Марія Хосе Пінто             | Національно-демократична дія   | 4 527 606  | 44,17      | 5 870 502  | 55,63      |
|                              | Луїза Гонсалес               | Дієго Борха                  | Громадянський революційний рух | 4 510 860  | 44         | 4 683 147  | 44,37      |
|                              | Леоніда Іза                  | Катюшка Моліна               | Пачакутік                      | 538 456    | 5,25       |            |            |
|                              | Андреа Гонсалес              | Гало Монкайо                 | Патріотичне товариство         | 275 376    | 2,69       |            |            |
|                              | Генрі Кронфле                | Далляна Пассаіге             | Соціально-християнська партія  | 73 293     | 0,71       |            |            |
|                              | Педро Гранха                 | Вероніка Сільва              | Соціалістична партія           | 53 940     | 0,53       |            |            |
|                              | Джиммі Джайрала              | Лучія Валлечілла             | Демократичний центр            | 40 559     | 0,4        |            |            |
|                              | Хорхе Ескала                 | Пача Теран                   | Народна єдність                | 40 483     | 0,39       |            |            |
|                              | Генрі Кукалон                | Карла Ларреа                 | Рух «Будувати»                 | 37 316     | 0,36       |            |            |
|                              | Луїс Феліпе Тіллерія         | Карла Розеро                 | Аванса                         | 33 239     | 0,32       |            |            |
|                              | Франческо Табачкі            | Бланка Саканчела             | Створення можливостей          | 26 768     | 0,26       |            |            |
|                              | Віктор Араус                 | Крістіна Каррера             | Народ, рівність і демократія   | 22 678     | 0,22       |            |            |
|                              | Карлос Рабаскал              | Алехандра Рівас              | Демократичні ліві              | 22 270     | 0,22       |            |            |
|                              | Енріке Гомес                 | Інес Діас                    | SUMA                           | 18 815     | 0,18       |            |            |
|                              | Хуан Куева                   | Крістіна Рейес               | AMIGO                          | 17 545     | 0,17       |            |            |
|                              | Іван Сакічела                | Марія Луїза Коельо           | Демократія Так                 | 11 985     | 0,12       |            |            |
| Усього                       | Усього                       | Усього                       | Усього                         | 10 251 189 | 100        | 10 553 649 | 100        |
|                              |                              |                              |                                |            |            |            |            |
| Дійсні голоси                | Дійсні голоси                | Дійсні голоси                | Дійсні голоси                  | 10 251 189 | 91,04      | 10 553 649 | 92,63      |
| Недійсні голоси              | Недійсні голоси              | Недійсні голоси              | Недійсні голоси                | 765 649    | 6,8        | 763 166    | 6,7        |
| Пусті голоси                 | Пусті голоси                 | Пусті голоси                 | Пусті голоси                   | 243 573    | 2,16       | 75 956     | 0,67       |
| Усього голосів               | Усього голосів               | Усього голосів               | Усього голосів                 | 11 260 411 | 100        | 11 392 771 | 100        |
| Зареєстрованих виборців/явка | Зареєстрованих виборців/явка | Зареєстрованих виборців/явка | Зареєстрованих виборців/явка   | 13 732 194 | 82         | 13 730 345 | 82,98      |
| Джерело: CNE, CNE            |                              |                              |                                |            |            |            |            |

### Національна асамблея
| Партія                       | Партія                              | National   | National | National | Provincial | Provincial | Provincial | Overseas | Overseas | Overseas | Усього місць | +/– |
| Партія                       | Партія                              | Голосів    | %        | Місць    | Голосів    | %          | Місць      | Голосів  | %        | Місць    | Усього місць | +/– |
| ---------------------------- | ----------------------------------- | ---------- | -------- | -------- | ---------- | ---------- | ---------- | -------- | -------- | -------- | ------------ | --- |
|                              | Національно-демократична дія        | 3 948 532  | 43,34    | 7        |            |            | 56         |          |          | 3        | 66           | +52 |
|                              | Громадянський революційний рух–RETO | 3 764 230  | 41,32    | 7        |            |            | 57         |          |          | 3        | 67           | +13 |
|                              | Соціально-християнська партія       | 288 545    | 3,17     | 1        |            |            | 3          |          |          | 0        | 4            | –10 |
|                              | Патріотичне товариство              | 210 083    | 2,31     | 0        |            |            | 1          |          |          | 0        | 1            | –2  |
|                              | AMIGO                               | 162 721    | 1,79     | 0        |            |            | 0          |          |          | 0        | 0            | –1  |
|                              | Народна єдність                     | 156 802    | 1,72     | 0        |            |            | 1          |          |          | 0        | 1            | 0   |
|                              | SUMA                                | 149 404    | 1,64     | 0        |            |            | 0          |          |          | 0        | 0            | –4  |
|                              | Створення можливостей               | 119 480    | 1,31     | 0        |            |            | 0          |          |          | 0        | 0            | 0   |
|                              | Соціалістична партія                | 91 778     | 1,01     | 0        |            |            | 0          |          |          | 0        | 0            | -1  |
|                              | Демократичні ліві                   | 90 383     | 0,99     | 0        |            |            | 0          |          |          | 0        | 0            | 0   |
|                              | Народ, рівність і демократія        | 67 367     | 0,74     | 0        |            |            | 0          |          |          | 0        | 0            | 0   |
|                              | Демократичний центр                 | 61 559     | 0,68     | 0        |            |            | 0          |          |          | 0        | 0            | –1  |
|                              | Пачакутік                           |            |          |          |            |            | 9          |          |          | 0        | 9            | +5  |
|                              | Рух «Будувати»                      |            |          |          |            |            | 1          |          |          | 0        | 1            | –28 |
|                              | Аванса                              |            |          |          |            |            | 0          |          |          | 0        | 0            | –3  |
|                              | Демократія Так                      |            |          |          |            |            | 0          |          |          | 0        | 0            | 0   |
|                              | Провінційні рухи                    |            |          |          |            |            | 2          |          |          | 0        | 2            | –4  |
| Усього                       | Усього                              | 9 110 884  | 100      | 15       |            |            | 130        |          |          | 6        | 151          | –   |
|                              |                                     |            |          |          |            |            |            |          |          |          |              |     |
| Дійсні голоси                | Дійсні голоси                       | 9 110 884  | 80,91    |          |            |            |            |          |          |          |              |     |
| Недійсні голоси              | Недійсні голоси                     | 1 040 695  | 9,24     |          |            |            |            |          |          |          |              |     |
| Пусті голоси                 | Пусті голоси                        | 1 109 547  | 9,85     |          |            |            |            |          |          |          |              |     |
| Усього голосів               | Усього голосів                      | 11 261 126 | 100      |          |            |            |            |          |          |          |              |     |
| Зареєстрованих виборців/явка | Зареєстрованих виборців/явка        | 13 732 194 | 82,01    |          |            |            |            |          |          |          |              |     |
| Джерело: CNE                 |                                     |            |          |          |            |            |            |          |          |          |              |     |

### Андський парламент
| Партія                       | Партія                              | Голосів    | %     | Місць |
| ---------------------------- | ----------------------------------- | ---------- | ----- | ----- |
|                              | Національно-демократична дія        | 3 908 340  | 42,58 | 3     |
|                              | Громадянський революційний рух/RETO | 3 878 976  | 42,26 | 2     |
|                              | Соціально-християнська партія       | 418 510    | 4,56  | 0     |
|                              | SUMA                                | 201 309    | 2,19  | 0     |
|                              | Народна єдність                     | 160 467    | 1,75  | 0     |
|                              | Рух «Будувати»                      | 125 350    | 1,37  | 0     |
|                              | Створення можливостей               | 124 653    | 1,36  | 0     |
|                              | AMIGO                               | 102 461    | 1,12  | 0     |
|                              | Соціалістична партія                | 100 275    | 1,09  | 0     |
|                              | Демократичний центр                 | 82 370     | 0,9   | 0     |
|                              | Народ, рівність і демократія        | 75 990     | 0,83  | 0     |
| Усього                       | Усього                              | 9 178 701  | 100   | 5     |
|                              |                                     |            |       |       |
| Дійсні голоси                | Дійсні голоси                       | 9 178 701  | 81,5  |       |
| Недійсні голоси              | Недійсні голоси                     | 1 188 097  | 10,55 |       |
| Пусті голоси                 | Пусті голоси                        | 894 739    | 7,95  |       |
| Усього голосів               | Усього голосів                      | 11 261 537 | 100   |       |
| Зареєстрованих виборців/явка | Зареєстрованих виборців/явка        | 13 732 194 | 82,01 |       |
| Джерело: CNE                 |                                     |            |       |       |

## Наслідки

### Перший тур

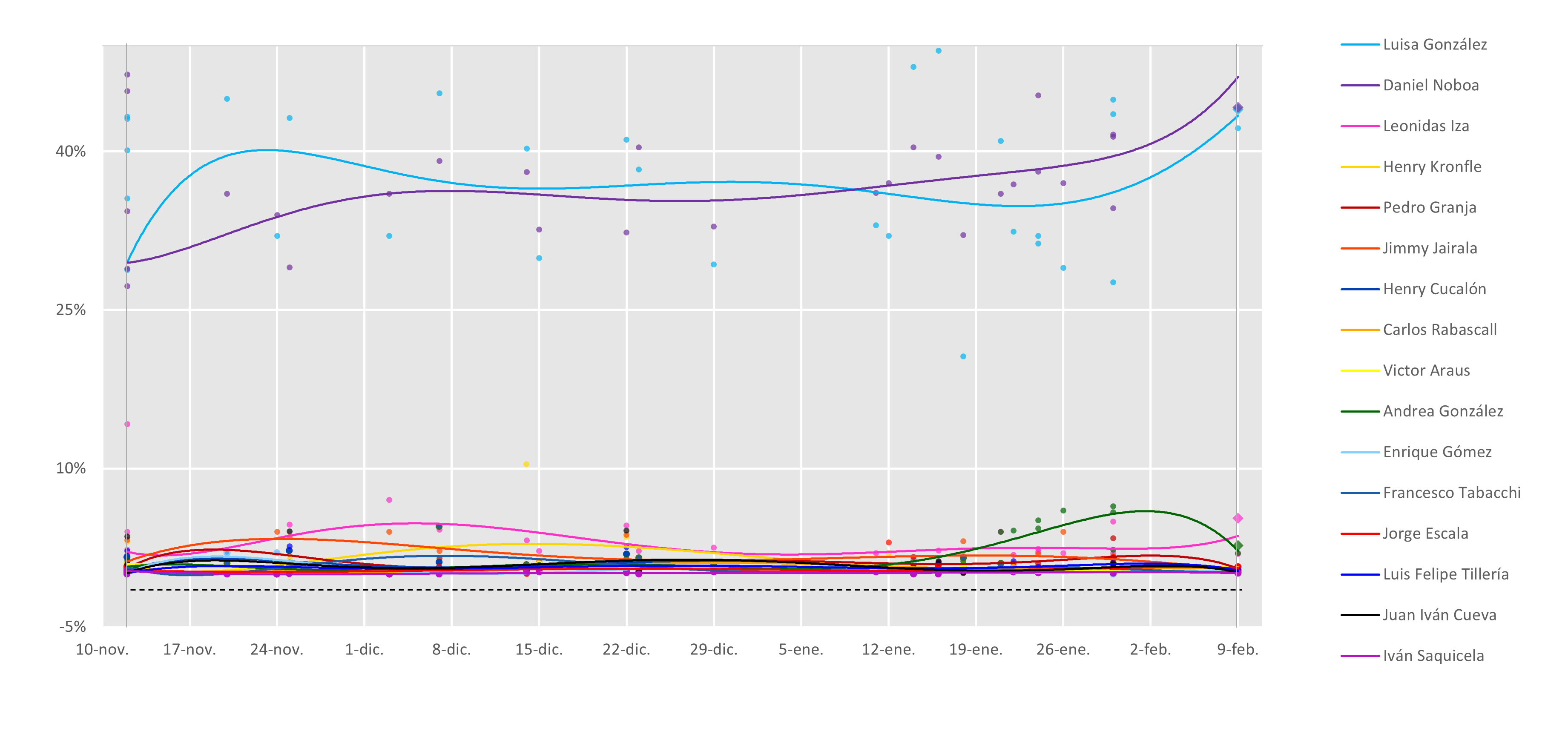
Проведена локальна регресія опитувань

Після оголошення результатів партія ADN скасувала заплановану святкову подію в одному з готелів північного Кіто, а Нобоа не зробив жодної публічної заяви. Наступного дня він опублікував письмове звернення у Твіттер з подякою своїм виборцям. Гонсалес під час партійної зустрічі у Кіто заявила, що проведе діалог з іншими кандидатами. В умовах поляризації в Національній асамблеї між лівими та правими політичними силами, дев'ять обраних депутатів від партії Пачакутік набувають вирішального значення. Рух Громадянська Революція може здобути абсолютну більшість у 76 мандатів лише за формальної коаліції з Пачакутіком. З іншого боку, Нобоа може забезпечити більшість, здобувши підтримку хоча б одного депутата-дисидента з опозиції.
У день виборів Дієго Тельйо Флорес, високопоставлений чиновник, оприлюднив результати післявиборчого опитування. Він заявив, що єдиний з чотирьох соціологів, уповноважених своїм колишнім роботодавцем — CNE — проводити таке опитування. За його даними, Даніель Нобоа випереджав Луїсу Гонсалес майже на 8 пунктів, здобувши 50,12 % голосів, що означало перемогу в першому турі. Це викликало значний резонанс — представники Руху Громадянська Революція звинуватили його у фальсифікаціях, оскільки такі опитування зазвичай мають незначну похибку. Тельйо повторив в ефірі Teleamazon, що отримав оплату від фірми Estrategas і діяв незалежно від уряду. Однак Estrategas оперативно оприлюднила заяву, у якій спростувала як факт виплати, так і свою участь у згаданому опитуванні. Після оприлюднення цього опитування Рафаель Корреа та Андрес Арауз висловили занепокоєння з приводу потенційної спроби перевороту з боку Нобоа. Проте ці побоювання не справдилися, і підготовка до другого туру продовжується у звичному порядку.
11 лютого, в першому інтерв'ю після виборів, Нобоа заявив, що має докази фальсифікацій, які, за його словами, підтверджені звітом Організації американських держав. Втім, представники ОАД спростували цю заяву, наголосивши, що на той момент не виявлено жодних порушень. Також Нобоа стверджував, що з в'язниць навмисно звільнені озброєні угруповання, пов'язані з наркоторгівлею, щоб залякати виборців і змусити їх підтримати Громадянську Революцію. Ці звинувачення відкинуті головою Національної асамблеї Вівіаною Велос, а також Луїсою Гонсалес і Рафаелем Корреа. 17 лютого Андрес Арауз подав офіційну скаргу до Виборчого суду (TCE) з оскарженням результатів 700 виборчих протоколів з провінції Есмеральдас, а також сотень з провінції Сукумбіос, аргументуючи, що це дозволило б обрати двох додаткових національних депутатів і збільшити кількість мандатів для Громадянської Революції з 67 до 69. Цю скаргу було відхилено.
12 лютого Леонідас Іса категорично відкинув можливість переговорів з партією Нобоа — ADN. Він оголосив, що в межах Конфедерації корінних національностей Еквадору та її політичного крила — Пачакутіка — відбудеться низка зустрічей для визначення позиції щодо можливого альянсу з Громадянською Революцією у другому турі та на майбутнє. 13 лютого віцепрезидентський кандидат від Громадянської Революції Дієго Борха заявив про намір ініціювати спільну програму з Пачакутіком. Основна мета — створення Національної установчої асамблеї, яка б передбачала перетворення Еквадору на багатонаціональну державу за зразком Болівії. 19 лютого Леонідас Іса оголосив про скликання Розширеної Великої Ради на 7 березня 2025 року, де корінні народи мають ухвалити остаточне рішення щодо обговорюваної політичної програми для можливої коаліції з Громадянською Революцією.
14 лютого Християнсько-соціалістична партія оголосила, що підтримає Даніеля Нобоа в другому турі, заявивши: «Ми ніколи не підтримували й не голосували за Рафаеля Корреа на жодних виборах».
12 березня амазонський підрозділ Конфедерації корінних національностей Еквадору висловив підтримку Нобоа, що спричинило конфлікт усередині організації та партії Пачакутік. 30 березня Пачакутік офіційно підтримав Луїсу Гонсалес після того, як вона погодилася на 25 вимог, висунутих партією.